# Lyndon (Kentucky)
Lyndon és una població dels Estats Units a l'estat de Kentucky. Segons el cens del 2000 tenia 9.369 habitants.

## Demografia
Segons el cens del 2000, Lyndon tenia 9.369 habitants, 4.520 habitatges, i 2.246 famílies. La densitat de població era de 1.048,5 habitants/km².
Dels 4.520 habitatges en un 21,9% hi vivien nens de menys de 18 anys, en un 37,5% hi vivien parelles casades, en un 8,9% dones solteres, i en un 50,3% no eren unitats familiars. En el 40,1% dels habitatges hi vivien persones soles el 7,4% de les quals corresponia a persones de 65 anys o més que vivien soles. El nombre mitjà de persones vivint en cada habitatge era de 2,02 i el nombre mitjà de persones que vivien en cada família era de 2,76.
Per edats la població es repartia de la següent manera: un 19,5% tenia menys de 18 anys, un 11,1% entre 18 i 24, un 38,3% entre 25 i 44, un 19,7% de 45 a 60 i un 11,4% 65 anys o més.
L'edat mediana era de 33 anys. Per cada 100 dones de 18 o més anys hi havia 95,1 homes.
La renda mediana per habitatge era de 42.974 $ i la renda mediana per família de 52.013 $. Els homes tenien una renda mediana de 38.231 $ mentre que les dones 27.886 $. La renda per capita de la població era de 26.394 $. Entorn del 3,8% de les famílies i el 5,2% de la població estaven per davall del llindar de pobresa.

## Poblacions més properes
El següent diagrama mostra les poblacions més properes.